# Deftin
Deftin je močna tkanina z osnovo iz fine sukane bombažne preje in votkom iz rahlo vitega bombaža. Je barvana, kosmatena in strižena. Sredi 20. stoletja je bil v ZDA zelo priljubljen za krila, obleke, plašče in moške obleke. Sedaj ga uporabljajo za telovnike, hlače, jopiče, športna krila in okrasen blazine.